# Escut del Comanador Fra Miquel Sabata
L'Escut del Comanador Fra Miquel Sabata és una obra d'Ascó (Ribera d'Ebre) inclosa a l'Inventari del Patrimoni Arquitectònic de Catalunya.

## Descripció
Situat a la paret de Ca Rifa, al carrer Major. Es tracta d'un escut quadrat, mena de francès, però amb la bordura superior apuntada enlaire, sobre una creu de Malta, altrament dita de vuit puntes, -distintiu dels frares santjoanistes-. Sobre l'escut i encastada al braç de la creu es veu una corona d'infant. A la bordura de l'escut sis petits escuts mestres, a la part esquerra i centre inferior, amb banda diagonal i altres tres a la part dreta i centre superior. El camper de l'escut està sembrat amb cinc sabates en sautor.

## Història
S'han localitzat documents on el Comanador d'Ascó, Fra Miquel Sabata, exercí els anys 1619, 1635 i 1639.